# In situ
Фраза in situ (звучит «ин ситу»; перевод с лат. — «на месте», в месте нахождения, в естественной среде) — научный термин на латинском языке, для обозначения оригинального (первичного, без перемещения) места проведения опытов, наблюдений и экспериментов. В исходном месте или в том месте, где что-то должно быть. Антоним термина in situ — ex situ («экс ситу» — вне [исходного] места).
Термин главным образом применяется в описании методов исследований в научной литературе по естественным наукам, например, в биологии, медицине, археологии, геофизике и других.
В юридических текстах — на месте (преступления).

## Применение термина

### Археология

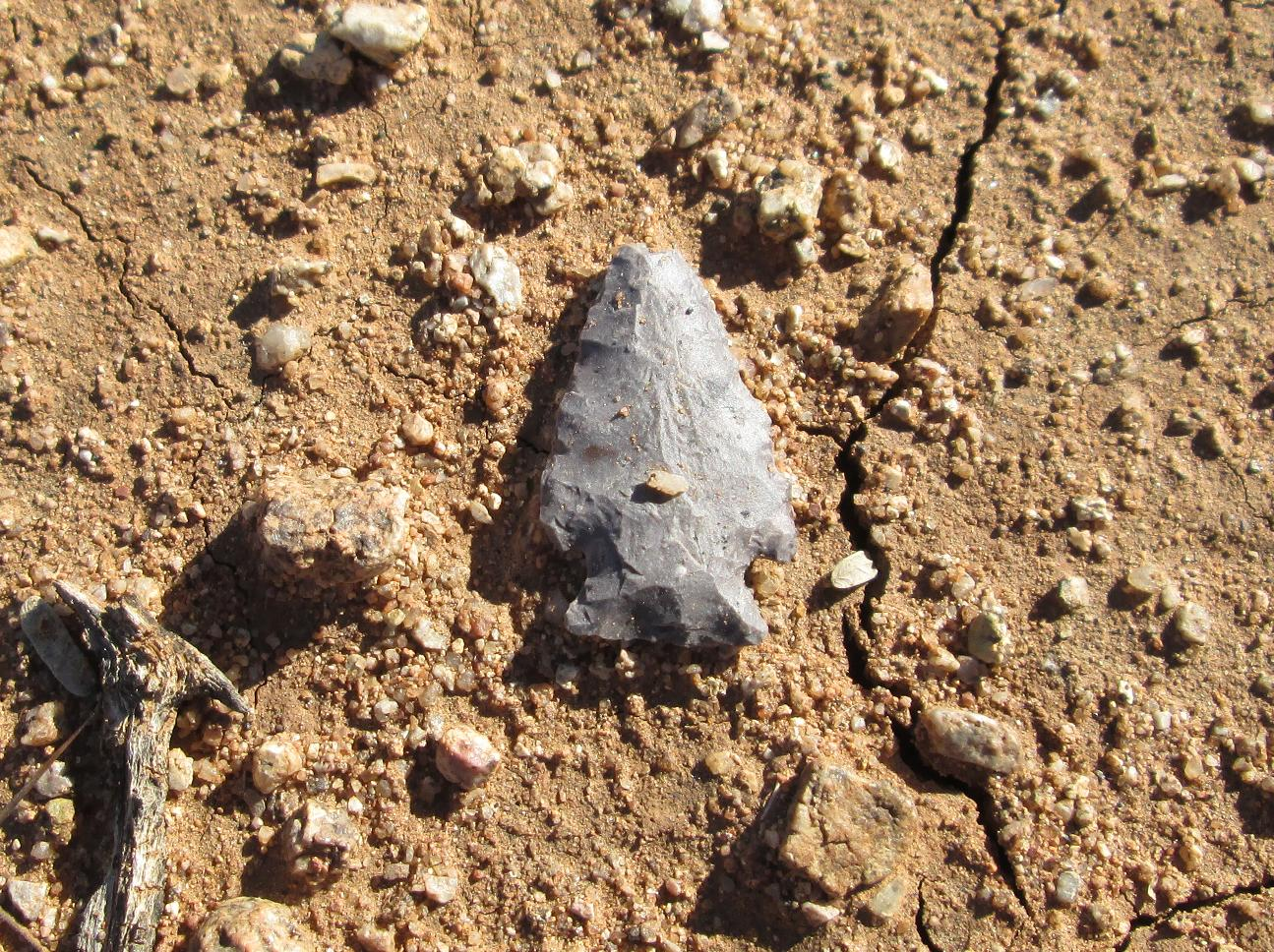
Археологическая находка in situ

В археологии, in situ обозначается артефакт, который не был перемещён со своего изначального места расположения. Артефакт in situ важен для интерпретации самого себя и, следовательно, для культуры, в которой он был сформирован. Как только изначальное местоположение артефакта было зафиксировано, он может быть перемещён для сохранения, дальнейшей интерпретации и демонстрации. Артефакт, найденный не in situ, не может рассматриваться в контексте и, следовательно, не предоставляет точной картины соответствующей культуры. Однако такой артефакт может представлять для учёных пример артефактов in situ, которые ещё не были найдены, а также намекать на их расположение. Во время раскопки захоронений, in situ означает, что составление каталогов, запись, картографирование и фотографирование человеческих останков происходит в том месте, где они были найдены.
Метка in situ всего лишь означает, что объект не был перемещён «недавно». Таким образом, археологическая находка in situ может быть исторически перенесена из другого места, быть «добычей» на войне в прошлом, быть объектом торговли или какого-либо ещё инородного происхождения. Следовательно, даже если объект найден «на месте», это место не может раскрыть его провенанс, но с последующим расследованием может помочь обнаружить такие связи, которые в противном случае остались бы неизвестными.
Археологические слои могут быть разработаны как специально, так и случайно (человеком, животным или в результате действия природной стихии). Примером могут служить курганы, где горизонтальные или вообще схожие слои совершенно нетипичны, или земли, очищенные и распаханные для земледелия.
Термин in situ также часто используется для обозначения древних скульптур, вырезанных в таком месте, как Сфинкс или Петра. Это отличает их от статуй, которые были вырезаны и только затем перемещены как, например, Колоссы Мемнона, которые были перемещены ещё в древние времена.

### Космонавтика и авиация
В космонавтике и авиации оборудование на борту космического аппарата или воздушного судна должно быть протестировано in situ, то есть на месте, чтобы удостовериться, что всё работает корректно как система. Каждая часть индивидуально может функционировать как задумано, но помехи от расположенного вблизи оборудования могут создавать непредвиденные проблемы. Существует специальное испытательное оборудование для такого тестирования in situ.

### Сельскохозяйственные науки
Методы in vitro, использованные in vivo (в частности, кормление + микробиология). Корм закладывают в нейлоновые мешочки, а после на нитке вводят в организм животного (через фистулу, либо ротовую полость). Через определённое время исследуемый объект изымается и подвергается изучению.

### Биология
В биологии in situ значит рассмотрение явления именно в том месте, где оно происходит, то есть без перемещения в специальную среду.
В случае рассмотрения или фотографирования живых животных это значит, что организм был рассмотрен (или сфотографирован) в диком виде, в точности, как и где был обнаружен.

### Медицина
В экспериментальной медицине in situ — (лат. — «на месте», «в месте нахождения») — забор ткани/клеток в том виде, в каком оно присутствует в организме с последующим его разделением (удалением или освобождением от чего/кого-либо) и дальнейшей аутотрансплантацией (возвращением) в аутосреду (естественную, родную). Данный метод сохраняет виталистические процессы. Примерами таких методов являются диализ, плазмаферез, аутоиммунотерапия и др.
В онкологии «рак in situ» означает появления рака не посредством метастаза, а его изначальной локализации в данном месте, первичного появления.
В анатомии означает рассмотрение структур в том виде, как они присутствуют в организме, например, печень в брюшной полости, in situ, выглядит иначе, чем препарат изолированной печени.

### Химия
В химии выражение обычно означает «в реакционной смеси».
Пример: выражение «вещество восстанавливается водородом in situ» означает, что в реакционной смеси некое вещество восстанавливается водородом, выделяющимся при одновременно протекающей реакции его образования. Например, сложные эфиры восстанавливаются до соответствующих спиртов водородом, выделяющимся в результате взаимодействия металлического натрия с абсолютным спиртом (реакция Буво-Блана). Однако в подобных случаях предпочтительнее оборот «in statu nascendi» («в момент возникновения»).

### Геология
В геологических науках (в частности, в геомеханике и геофизике) in situ означает проведение опытов и измерений непосредственно в массиве горных пород для определения их свойств и состояния в естественном залегании.

### Информатика
В информатике in situ операции, которые происходят без прерывания нормального состояния системы.
Также — «алгоритм на месте» выполняет преобразование данных (например, сортировку массива) прямо в исходной структуре, используя лишь незначительный (константный, не зависящий от количества входных данных) объём дополнительной памяти.